# 1421年
| 千纪： | 2千纪 |
| 世纪： | 14世纪 \| 15世纪 \| 16世纪                                                                                 |
| 年代： | 1390年代 \| 1400年代 \| 1410年代 \| 1420年代 \| 1430年代 \| 1440年代 \| 1450年代                           |
| 年份： | 1416年 \| 1417年 \| 1418年 \| 1419年 \| 1420年 \| 1421年 \| 1422年 \| 1423年 \| 1424年 \| 1425年 \| 1426年 |
| 纪年： | 辛丑年（牛年）；明永乐十九年；日本應永二十八年                                                             |

## 大事记
- 2月2日——明朝正式遷都北京。
- 5月26日——奧斯曼帝國蘇丹穆罕默德一世逝世，穆拉德二世繼位。
- 初夏，紫禁城的奉天、華蓋、謹身三大殿遭雷擊，盡皆焚毀。
- 冬初，韃靼圍攻明北方重鎮興和，殺死了明軍指揮官王祥，明成祖決定於1422年發動第三次北征
- 緬甸勃固王朝君主亞扎底律(羅娑陀利)逝世，長子頻耶曇摩耶娑（英语：Binnya Dhammaraza）登上王位，但他的弟弟頻耶蘭（英语：Binnya Ran I）和頻耶堅（英语：Binnya Kyan of Martaban）發動了叛亂。
- 拜占庭帝国皇帝曼努埃爾二世任命其子約翰八世為拜占庭帝国的共同统治者。

## 出生
- 12月6日——亨利六世，英国国王（1471年逝世）。
- 丘濬——明朝重臣。

## 逝世
- 5月26日——穆罕默德一世，第5任奧斯曼帝國蘇丹。
- 亞扎底律，緬甸勃固王朝第九代君主。